# ダイアミクトン
ダイアミクトン (diamicton) とは、地質学での堆積物である。土石流や地すべり、氷河の活動などによって運搬された土砂が堆積したものである。

## 特徴
ダイアミクトンは、堆積物を記載するための地質用語であり、層相のみで分類され、その成因にはこだわらない。ダイアミクトンとされる特徴は、それを構成する砂や礫の大きさが多様に混在していることである。これは、ほかの堆積物と異なり堆積がごく短時間で起こるためである。もし、ダイアミクトンが、同様の層相をしめす土石流性の堆積物ではなく、氷河型の氷礫岩であるかどうかを判断するには、氷縞粘土（ヴァーブ/varve）やドロップストーン (drop stone) の有無や風化の進行具合などから判断する方法がある。
氷河地域の特徴は、平均気温が低く水は固体である氷として作用するため、風化や科学過程および生物的過程の影響を受けにくい。したがって、堆積物の移動や風化に対する影響は極めて機械的な作用であり、これ自体は氷河型堆積物質の形成には寄与しない。むしろ、この氷河型堆積岩の形成には氷河の融解時に行われる。氷河の融解は表面から始まり、次第に深部まで及んでいく。それに伴い、堆積物の変質過程も同様に進んでいく。この過程が、ダイアミクトンにおける、氷礫岩の特徴をもたらしているといえる。
続成作用によってダイアミクトンが石化したものを、ダイアミクタイト (diamictite) という。とくに、氷河型堆積岩のことを、氷礫岩（ティライト/tillite）という。

## ダイアミクトンの分布
- モレーン下部